# Maripaston
Maripaston is een goudconcessie van Grassalco en was een dorp in Suriname in het ressort Bigi Poika in het Para district. Het dorp was gelegen aan de Saramaccarivier en was de hoofdplaats van de Matawai marrons.

## Geschiedenis
Maripaston was oorspronkelijk een houtplantage genaamd Sonnette, en bestond al in 1819. De plantage was na 1832 verlaten.
Het dorp werd na 1836 gesticht door Adensi, een dochter van granman Kodjo van de Matawai, maar de bewoners werden later verjaagd door de autoriteiten. In 1852 keerde Noah Adrai terug naar het dorp. In 1860 bouwde Johannes King er een kerk van de Evangelische Broedergemeente Suriname.
Maripaston ontwikkelde zich tot hoofddorp van de Matawai en de zetel van de granman. In 1898 werd Lavanti Agubaka, die aan de Boven-Saramacca woonde, verkozen als granman van de Matawai. Hierdoor verloor Maripaston de status van hoofddorp. In 1899 werden er plannen ontwikkeld om een tramlijn van Berlijn naar Maripaston aan te leggen, maar die plannen zijn nooit uitgevoerd.
Maripaston werd in 1951 voor het laatst genoemd in krantenberichten als woonplaats en is vermoedelijk verlaten. Er was echter nog wel economische activiteit, want er waren illegale goudzoekers actief. In 2011 verkreeg Grassalco een concessie voor het gebied. Het bedrijf beheert er een goudmijn.
Maripaston is alleen per boot te bereiken en ligt een half uur benedenstrooms van Kwakoegron.

## Overleden in Maripaston
- Johannes King (~1830-1898), auteur, missionaris en granman[2]

## Galerij

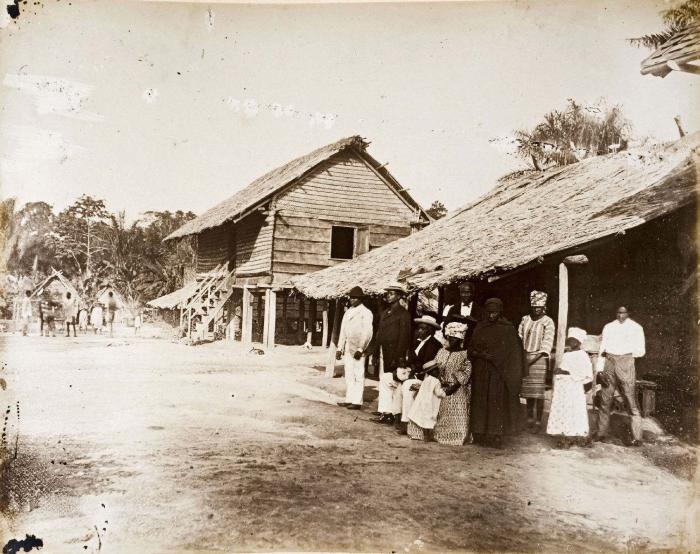
Granman Adrai Vroomhart in Maripaston
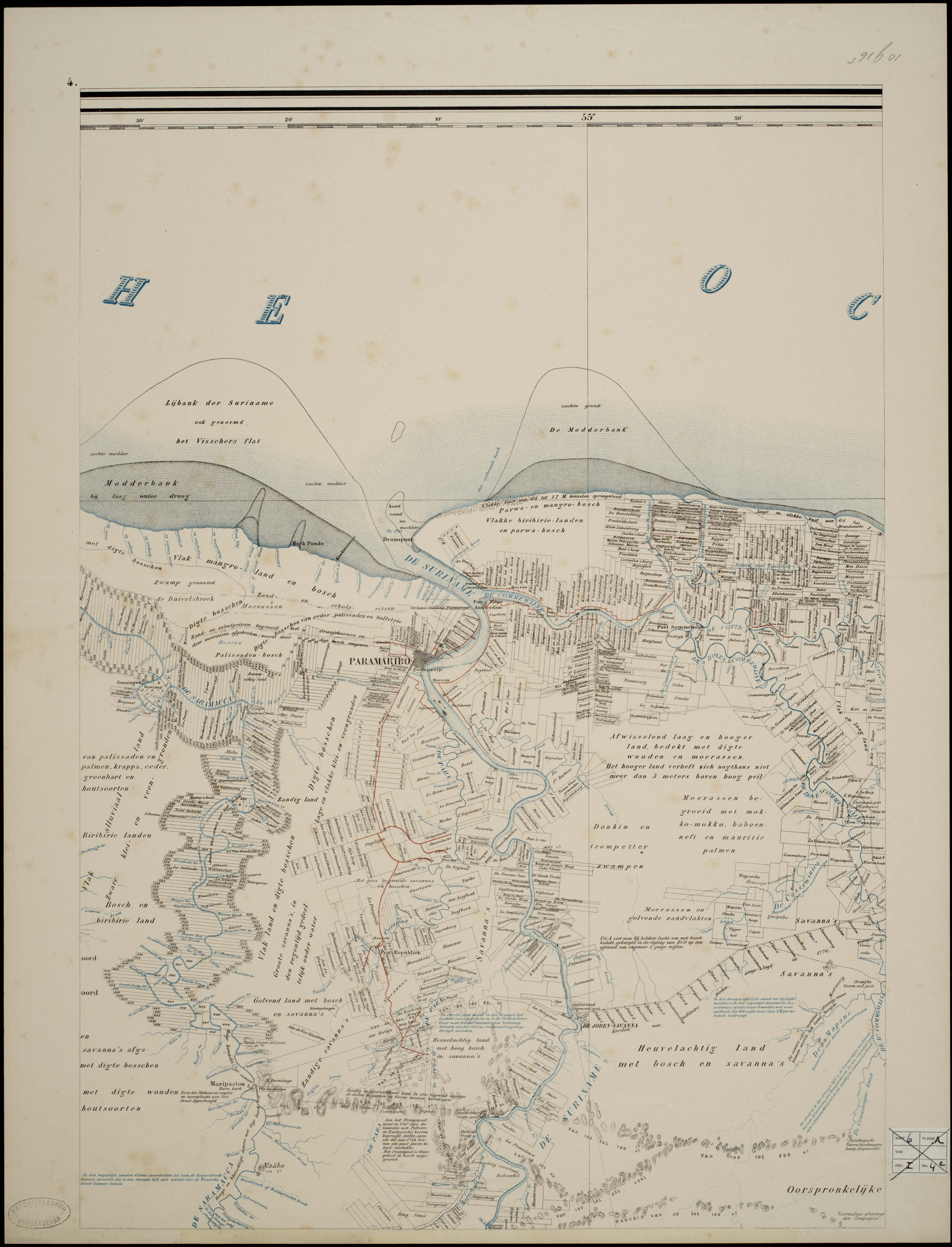
Maripaston op de kaart van 1880 (linkerbeneden hoek)